# Apeadero de Cepães
El Apeadero de Cepães fue una plataforma ferroviaria de la Línea de Guimarães, que servía a la localidad de Cepães, en el ayuntamiento de Fafe, en Portugal.

## Historia
El tramo entre Guimarães y Fafe, donde este apeadero se encontraba, entró en servicio el 21 de julio de 1907.